# Soulslike
Soulslike, souls-like (з англ. «souls-подібні»; транслітерація — «соулслайк») або soulsborne — умовний піджанр комп'ютерних ігор — Action / RPG, що визначається подібністю до серії ігор Souls японської компанії FromSoftware. Soulslike-ігри об'єднуються рядом спільних геймплейних механік; вони, як правило, відрізняються високою складністю, пропонують гравцю досліджувати похмурі та небезпечні світи, часто оформлені в дусі темного фентезі. У таких іграх, як правило, мало кат-сцен та діалогів — оповідання подається через оточення; битви в soulslike вимагають від гравця зосередження, чергування атак і перепочинків та ретельного вибору часу для атаки.
Назва soulslike була прийнята рядом критиків і розробників для опису ігор, подібних серії Souls. Проте, воно також отримувало і негативні оцінки — деякі критики та розробники поставили собі питання, чи є soulslike «справжнім» жанром чи не більш ніж набором загальних механік, і чи не використовується цей термін для опису ігор, що мають лише невиразну схожість.

## Концепція

### Геймплей
Для soulslike-ігор характерний високий рівень складності — очікується, що ігровий персонаж часто гине і повертатиметься до життя, і такі смерті є частиною ігрового процесу. Ці смерті не є нешкідливими та несуть у собі якесь «покарання» для гравця — наприклад, втрату цінних очок. Такі очки — як «душі» в серії Souls — здобуваються перемогами над ворогами та важливі для покращення здібностей ігрового персонажа та просування гри.
У soulslike гравець мусить досліджувати світ і саму гру, доступні в ній можливості. Розробник Salt and Sanctuary Джеймс Сільва описував суть soulslike-ігор як «обдумане та змістовне дослідження» — ігри такого роду пропонують гравцю складно облаштовані локації, численні тактики та варіанти розвитку персонажів, але при цьому з легкістю карають за помилки, підштовхуючи гравця експериментувати та пробувати інші можливості. За словами Сільви, у soulslike гравець може приймати дуже невдалі рішення — але на їхньому тлі інші, хороші рішення здаються набагато вагомішими. Подібно до метроїдваній, Soulslike-ігри зазвичай нелінійні — вони пропонують гравцеві безліч шляхів і зон для дослідження, і просування по грі більшою мірою обмежене лише навичками самого гравця.
У подібних іграх не можна зберегти або завантажити гру в будь-який момент — гравець повинен шукати у світі ігри особливі контрольні точки, подібні до «вогнищ» в Dark Souls ; якщо ігровий персонаж загине, його відкинуть до останньої контрольної точки. У soulslike-іграх «вогнища» розташовані в безпечних зонах, де немає ворогів, і можуть мати інші корисні функції, крім збереження — наприклад, на них можна підвищити характеристики персонажа та набути нових умінь. Проте просте використання контрольної точки «перезавантажує» світ — раніше переможені вороги знову з'являються на колишніх місцях. «Фляга з естусом» (англ. Estus Flask) є характерною для soulslike механікою лікування: гравець може відновити втрачене здоров'я персонажа в будь-який момент за своїм бажанням, але у «фляги» тільки обмежена кількість зарядів, і її потрібно «перезаправляти» на контрольних точках.
Бойова система в soulslike-іграх вимагає від гравця вдумливості — противників не можна перемогти, натискаючи на кнопки абияк. Типова бойова система soulslike часто — але не завжди — пов'язана з «шкалою витривалості», яка зменшується, коли ігровий персонаж завдає ударів, і поступово відновлюється в проміжках між ними. Таким чином, гравець не може атакувати супротивників безперервно і повинен чергувати атаки та перепочинки для відновлення сил. У той час як багато інших ігор, що зображають ближній бій, ставлять в основу швидкі, миттєві удари, в soulslike-іграх — і для ігрового персонажа, і для його супротивників — характерні тривалі, докладно анімовані атаки, що включають демонстрацію замаху зброєю, так що гравець повинен більш вдумливо вибирати час для атаки.

### Сеттинг та сюжет
Soulslike-іграм зазвичай властиві сеттинг темного фентезі, відсутність явного оповідання, сюжету, а також глибоке опрацювання світу. При цьому захоплюючий світ повинен підігрівати інтерес гравців дослідити його. Гравці повинні відкривати для себе шматочки історії гри з часом за допомогою записок, послань, описів предметів та загадкових діалогів, збираючи їх разом, тим самим посилюючи відчуття таємничості гри. Попри похмурість сеттингу soulslike-ігор, вони також іноді містять комічні елементи, такі як несподівані взаємодії (наприклад, ласка кота), реакції з боку неігрових персонажів, своєрідні вбрання та зброю, а також смерть від пасток.

## Історія
Жанр Soulslike зародився у відеогрі Demon's Souls 2009 року, розробленої студією FromSoftware і розробником відеоігор Хідетакой Міядзакі. Ця гра разом з Dark Souls, що виникнула за нею, втілила основні принципи, яким слідуватимуть soulslike-ігри. Пізніше FromSoftware і Міядзакі створювали й інші soulslike-ігри, як у серії Souls, так і поза нею — так, до жанру soulslike належали вже не належать до серії Bloodborne, Sekiro: Shadows Die Twice та Elden Ring. Bloodborne була першою soulslike-грою FromSoftware, яка не належала до серії Souls, і після її виходу оглядачі використовували термін Soulsborne у спробі описати серію Souls та гру Bloodborne як єдине ціле.
Характерні механіки та прийоми серії Souls використовували розробники інших ігор. Так, оглядачі прямо описували як «наслідування Dark Souls» ігри Lords of the Fallen (2014), Nioh (2017) та The Surge (2017). Ці ігри виявилися досить успішними, щоб надалі отримати власні продовження — відповідно The Lords of the Fallen, Nioh 2 (2020) та Surge 2 (2019). Подібним чином описували інші ігри: Salt and Sanctuary (2016), Ashen (2018), Darksiders III (2018), Remnant: From the Ashes (2019), Code Vein (2019), Star Wars Jedi: Fallen Order (2019), Chronos: Before the Ashes (2019 рік), Mortal Shell (2020), Pascal's Wager (2020), Thymesia (2022), Steelrising (2022), Wo Long: Fallen Dynasty (2023), а також ті, що знаходяться в розробці Bleak Faith: Forsaken та Lies of P.
Гру Dead Cells (2018), що поєднує елементи soulslike з елементами roguelike і метроїдванії, розробники описували терміном souls-lite («полегшена soulslike») — в ній серії Souls наслідувала, як мінімум, бойова система. Гра Stranger of Paradise: Final Fantasy Origin (2022) поєднувала в собі soulslike-геймплей з характерною системою робіт із серії Final Fantasy.
Інші ігри за межами жанру, але на які, як стверджується, вплинула серія Souls, включають The Witcher 2: Assassins of Kings (2011), Rogue Legacy Destiny (2014), Shovel Knight (2014), Titan Souls (2015), The Witcher 3: Wild Hunt (2015), Assassin's Creed Odyssey (2018 рік) та God of War (2018).

## Прийом
Інтерв'ю з розробниками soulslike-ігор показали, що вони сприймають позитивно позначення soulslike як окремий жанр, оскільки це є корисним описом для гравців. Однак деякі вважають, що це може вводити гравців в оману, змушуючи їх очікувати певних речей у грі та розчаровуватись, коли вони у грі відсутні. Прикладом є розчарування гравців через те, що Remnant: From the Ashes була в першу чергу шутером, попри те, що характеризувалася як soulslike-гра.